# 금대봉
금대봉(金臺峰)은 대한민국 강원특별자치도 태백시와 정선군 및 삼척시에 걸쳐 있는 산으로 높이는 1,418m이다. 강원특별자치도 태백시와 정선군, 삼척시에 걸쳐 있는 봉우리로 동쪽은 매봉산(1,303m), 남쪽은 함백산(1,573m), 북쪽은 대덕산(1,307m)으로 둘러싸여 면적 약 38만 950m2(126만 평)의 지역을 1993년 환경부가 자연생태계 보호지역으로 정하여 보호하고 있다. 봉우리의 북쪽에는 한강의 발원지인 고목나무샘 및 검룡소가 위치한다.

## 위치
강원도 태백시에 있는 함백산의 봉우리인 상함백산, 중함백산(1,505m), 하함백산(1,527.9m), 창옥봉(1,380m) 중 은대봉과 함께 상함백산에 속해 있고 정상에는 헬기장이 조성되어 있다.
북쪽으로 은대봉·비단봉·천의봉, 동쪽으로 태백시와 백병산·면산·묘봉으로 이어진 낙동정맥, 남쪽으로 중함백산, 서쪽으로 백운산·두위봉 등이 위치해 있다.

## 전해오는 이야기
금대봉은 "검대"에서 유래되었는데 "신들이 사는땅"이라는 의미라고 한다. 특히 이곳의 금대봉과 은대봉의 이름은 신라 선덕왕 때 지장율사가 함백산 북서쪽 사면에 정암사를 창건하면서 세운 금탑, 은탑에서 이름이 유래된 것으로 전해 온다. 또한 두문동재에서 금대봉까지 이어지는 1.2km의 능선을 싸리재 또는 '불바래기 능선'이라 부르는데 예전 화전민들이 산 아래에서 놓은 불을 이 능선에서 맞불을 놓아 진화한 데서 유래한 이름이다.
금대봉에서 발원하는 골지천은 세가지 원류부로 나뉜다. 그 중의 하나는 두타산 남쪽 댓재(竹峙)에서 발원한 번천이고, 다른 하나는 삼척시의 대덕산(大德山:1,307m)과 중봉산이다. 바로 검룡소에서 흘러나오는 물로 한강의 발원지가 되는 것이다.
정선군 북동쪽 임계면에서 서쪽으로 흘러내린 임계천(臨溪川)은 북부 여량(餘糧)에서 골지천에 합류하고, 이 물줄기는 정선읍 남쪽에서 조양강(朝陽江)과 합류한다. 『정선군지』에 의하면 골지천(骨只川)은 이 골지리(骨只里)에서 유래하였다고 한다. 구한말까지는 문래리 또는 고계리(高溪里)로 칭하였는데, 일제강점기에 번역이 잘못되어 골지리가 되었다는 얘기다. 골지는 골짜기라는 이곳의 방언이다.
골짜기 물이 골지리 앞을 지난다고 해서 골지내(骨只川)라 불렀다는데 골지리와 골지천이 지도에 처음 표기된 것은 일제강점기에 제작된 『조선지형도』라고 알려져 있다. 금대봉에는 1995년 8월 7일 한국청소년연맹 한강탐사대에서 세운 표지목에는 '양강발원봉'이라고 쓰여 있다. 양강이란 한강과 낙동강을 말하는 것으로 바로 여기서 두 강이 발원한다는 뜻이다. 대한민국에서 가장 큰 강들이 모두 이곳에서 발원하는 것으로 상징하는 의미가 크다.

## 산의 지리와 동식물
금대봉은 태백산맥의 동단부에 위치하며 동서간에 분수령을 이룬다. 동해시의 북서쪽으로는 두타산(頭陀山, 1,353m)·중봉산(中峯山, 1,259m) 등을 연결하는 험준한 준령을 이루며 동쪽으로는 동해를 굽어보고 있다. 태백산맥이 이 산에 이르러 한 줄기는 북쪽으로 두타산성 줄기를 이루고, 또 한 지맥은 동쪽으로 뻗어 쉰움산(五十井山)에서 배수고개로 이어진다.
북쪽 능선에는 잣나무 수림이 울창하며 수령이 오래된 소나무들이 무성해 기암의 산수미와 조화를 이룬다. 산정 부근에는 관목대와 초본대가 형성되어 고산식물의 군락이 있고 철쭉·만변초·조릿대 등이 군생한다. 이 밖에도 분비나무·세잎종덩굴·산앵두·큰앵초·관중·달피나무·전나무·바위떡풀 등 약 39종의 식물이 조사 발표되었다. 동물로는 산양·청설모·박새·까막딱다구리 등이 서식한다.
지질은 대부분 화강암이고 석회석 및 사암이 주변에 분포한다. 두타산과 청옥산은 거의 연결된 쌍봉을 이루나 형상은 매우 대조적이다. 두타산은 정상부가 첨봉(尖峯)을 이루고 주변은 급사면이어서 날렵한 산세를 보이나 청옥산은 완만하고 묵직한 형상을 이룬다. 두타산을 중심으로 세 개의 하천이 흘러간다.
하나는 북동 사면의 하천으로 박달골 계류와 사원터(士院基)골 계류를 모아 무릉계(武陵溪)를 형성하고, 살내(箭川)가 되어 동해시에서 동해로 흘러든다. 남동쪽 기슭에서 발원한 하천은 골지천(骨只川)과 합류해서 한강 상류가 된다. 또 동쪽 기슭에서 발원한 계류는 오십천(五十川)과 합류한다. 산이 깊고 험준하기 때문에 식물상이 잘 보존되어 있다.

## 산행 코스
옛날에는 이곳에 금맥이 있었다는 금대봉은 은대봉과 함께 환경부가 지정한 자연생태계 보존지역이다. 금대봉 기슭에는 한강 발원지인 검룡소와 대한민국에서 가장 높은 지대에 위치한 용연동굴이 있다.
금대봉에서 검룡소와 함께 한강의 발원지로 알려진 고목나무샘을 거쳐 분주령까지는 3.6km이다. 은대봉∼두문동재∼금대봉 구간은 두문동재에서 출발해 은대봉을 다녀오고 다시 두문동재에서 금대봉을 다녀오는 코스로 금대봉과 은대봉의 설경이 아름답기로 많이 알려져 있다.
금대봉, 분주령을 거쳐 한강 발원지인 검룡소로 내려가는 코스는 6.6km 남짓,  3시간 정도 걸리지만 느긋하게 야생화를 감상하면서 걸으면 4시간 정도 걸린다. 분주령으로 향하는 능선길에서 왼편은 정선군, 오른편은 태백시이다. 태백시에서는 자연생태계보호구역 120만평의 출입을 엄격하게 통제하고 있다.

## 같이 보기
- 한국의 산
- 함백산
- 대덕산
- 두타산
- 청옥산
- 검룡소(한강의 발원지)